# Agricultura libre de animales
La agricultura libre de animales (también conocida como agricultura vegana y agricultura libre de ganado), es un método alternativo de agricultura que consiste en métodos de cultivo que no utilizan animales ni productos de origen animal. En principio, evita la explotación o maltrato de animales para cultivar frutas y verduras.
Los productores libres de animales no crían animales domésticos y no utilizan productos de origen animal como abonos hechos con animales de granja o partes de estos animales (incluyendo harina de huesos, harina de sangre, excremento, y harina de pescado)para fertilizar sus cultivos. En su lugar, se hace hincapié en el uso de abonos verdes y abono vegetal.

## Métodos
La agricultura libre de animales puede utilizar métodos agrícolas orgánicos o no orgánicos. Sin embargo, las discusiones más detalladas sobre la agricultura libre de animales se centran actualmente en variantes orgánicas libres de animales. En la Unión Europea, los agricultores tienen un incentivo financiero para utilizar estiércol en lugar de fertilizantes sin componentes animales, ya que el estiércol está subvencionado. Sin embargo, el abono orgánico no está subvencionado.
La agricultura industrial con fertilizantes sintéticos vienen sin componentes animales. En los Estados Unidos, pocas granjas industriales usan estiércol. De todas las tierras de cultivo de EE. UU., sólo el 5% usó abono en 2006.

### Agricultura orgánica vegana
Los métodos de agricultura orgánica vegana no utilizan productos o subproductos animales, como harina de sangre, productos de pescado, harina de huesos, heces u otra materia de origen animal porque la producción de estos materiales se considera que daña a los animales directamente o está asociada. con la explotación y consecuente sufrimiento de los animales. Algunos de estos materiales son subproductos de la cría de animales, creados durante el proceso de cultivo de animales para la producción de carne, leche, pieles, pelajes, entretenimiento, trabajo o compañía. La venta de tales subproductos reduce los gastos y aumenta las ganancias para quienes se dedican a la cría de animales y, por lo tanto, ayuda a apoyar la industria de la cría de animales, un resultado que los veganos encuentran inaceptable.
Los productores orgánicos veganos mantienen la fertilidad del suelo utilizando abonos verdes, cultivos de cobertura, desechos verdes, materia vegetal compostada y minerales. Algunos jardineros veganos pueden complementar esto con orina humana de veganos (que proporciona nitrógeno) y humanure de veganos, producida a partir de inodoros de abono.
Los agricultores orgánicos veganos toman medidas como abstenerse de causar grandes alteraciones en el suelo de la tierra y cultivar una variedad de plantas en el suelo. Esta forma de agricultura "abarca el respeto por los animales, el medio ambiente natural y la salud humana". Algunas de las técnicas basadas en plantas utilizadas en la agricultura vegana incluyen mantillo, abono, madera ramificada astillada, rotación de cultivos y otras.
Las granjas certificadas como veganas biocíclicas utilizan métodos preventivos para controlar los insectos. Sin embargo, si fallan, la etiqueta les permite utilizar insecticidas como Bacillus thuringiensis que matan de hambre a las larvas.
La agricultura ecológica vegana es mucho menos común que la agricultura ecológica. En 2019, había 63 granjas orgánicas veganas autodeclaradas en los Estados Unidos, y 16 585 granjas orgánicas certificadas.

## Cronología de la agricultura libre de animales

### 2006
- La Lista Roja de Especies Amenazadas de la Unión Mundial para la Naturaleza informa que la mayoría de las especies amenazadas del mundo están experimentando la pérdida de hábitat como resultado de la producción ganadera realizada a través de la agricultura animal.[24]
- El Center for Science in the Public Interest publica Seis argumentos a favor de una dieta más ecológica que descubrió que una dieta rica en plantas "conduce a mucho menos intoxicación alimentaria, contaminación del agua, contaminación del aire y calentamiento global".[24]

### 2016
- Una investigación publicada en la revista Nature Communications encuentra que las dietas veganas tienen el mejor uso de la tierra y son la única forma de alimentar a la población mundial para 2050.[25]
- El Instituto de Recursos Mundiales publicó el informe: Cambios en las dietas para un futuro alimentario sostenible, que mostró que si las personas que consumen grandes cantidades de carne y productos lácteos cambiaran a dietas con más comidas a base de plantas, se podría reducir la presión de la agricultura sobre el medio ambiente.[25]

### 2017
- Los investigadores de la Universidad de Edimburgo reportaron que la cría de animales es la principal causa de desperdicio de alimentos, ya que es responsable de la mayoría de las pérdidas de todos los cultivos cosechados en la Tierra (40%) debido al consumo secundario.[26]
- La revista Forbes publica una compilación de éxitos comerciales recientes basados en plantas y veganos y señala que la vida vegana se está convirtiendo en una norma debido a su impacto positivo en la sostenibilidad.[27]

### 2018
- Una investigación publicada en Proceedings of the National Academy of Sciences encuentra que un cambio vegano aumentaría el suministro de alimentos de EE. UU. En un tercio, eliminando todas las pérdidas debidas al desperdicio de alimentos y alimentando a todos los estadounidenses, así como a aproximadamente 390,000,000 más.[28]
- Un estudio de Harvard descubrió que cambiar toda la producción de carne en los EE. UU. A sistemas de pastoreo y alimentados con pasto requeriría un 30% más de ganado, aumentaría las emisiones de metano de la carne en un 43% y requeriría mucha más tierra de la disponible.[29]

### 2019
- Un informe de Humane Party determina que la agricultura orgánica vegana puede ser un 4,198% más productiva que la agricultura basada en animales en la cantidad de alimentos producidos por acre.[30]
- El agricultor vegano Will Bonsall le dijo a The Guardian que la mayoría de las verduras son "muy no veganas" debido a que se cultivan con insumos de productos de origen animal.[6]

## Ventajas de la agricultura libre de animales
El ganado en los Estados Unidos produce 230,000 libras de estiércol por segundo, y el nitrógeno de estos desechos se convierte en amoníaco y nitratos que se filtran al agua subterránea y superficial y provocan la contaminación de pozos, ríos y arroyos. El abono maduro de origen vegetal, utilizado en la agricultura libre de animales, puede reducir la lixiviación de nitrato, lo que conduce a una mejora en la calidad de las aguas subterráneas y contrarresta la eutrofización de las aguas superficiales.
La agricultura libre de animales tiene el potencial de prevenir la propagación de enfermedades como la influenza. Los expertos coinciden en que la mayoría de las cepas del virus de la influenza que infectan a los seres humanos provienen del contacto con otros animales. Los animales de granja en las granjas industriales pueden ser genéticamente similares, lo que los hace más susceptibles a parásitos específicos. La infección entre animales se propaga más fácilmente debido a su proximidad entre sí. La agricultura sin animales no contribuye a la propagación de la influenza a través de los animales.

## La agricultura libre de animales en la actualidad
Vegan France Interpro, en colaboración con Biocyclic Vegan Network, creó un mapa interactivo que enumera los proyectos orgánicos totalmente veganos en Europa. Esta lista incluye principalmente operaciones agrícolas, pero también empresas comerciales y de procesamiento, tiendas en línea, organizaciones de redes, así como organismos de certificación que califican las granjas de acuerdo con el Estándar Vegano Biocíclico.
Hay un mapa similar en América del Norte que lleva a cabo el mismo concepto y ubica granjas veganas en el continente.
El Estándar Vegano Biocíclico es un estándar orgánico acreditado por IFOAM para granjas orgánicas veganas. Otorgado por BNS Biocyclic Network Services Ltd (una empresa chipriota) ha acreditado a 19 granjas en Europa a 2021 de June  . La Agencia Alemana de Medio Ambiente otorgó a la asociación vegana biocíclica alemana unos 60.000 euros pla promoción del estándar vegano biocíclico de 2021 a 2022.
Un 2021 de junio, 18 granjas en el Reino Unido e Irlanda están certificadas como veganas orgánicas por la etiqueta Stockfree Organic. Las granjas que desean obtener la etiqueta están certificadas por la Soil Association y los requisitos de la etiqueta los determina Vegan Organic Network.